# Pseudoxandra obscurinervis
Pseudoxandra obscurinervis är en kirimojaväxtart som beskrevs av Paulus Johannes Maria Maas. Pseudoxandra obscurinervis ingår i släktet Pseudoxandra och familjen kirimojaväxter. Inga underarter finns listade i Catalogue of Life.